# アンゴシェ
アンゴシェ（ポルトガル語: Angoche）はモザンビークのナンプーラ州の都市である。

## 経済
- 農業:ココナッツ（ココヤシ）、カシューナッツ（カシュー）、キャッサバ、トウモロコシ
- 漁業:エビ

## 交通

### 空港
- アンゴシェ空港（英語版）